# 迪齐·吉莱斯皮

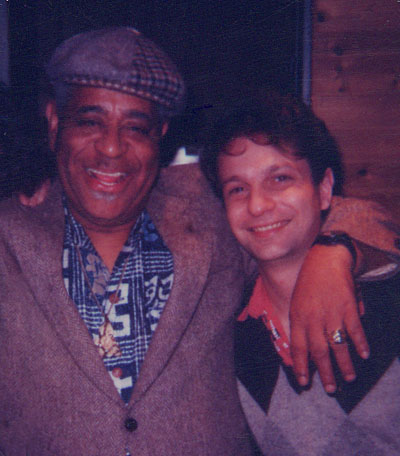
迪齐·吉莱斯皮（左）

约翰·伯克斯·迪齐·吉莱斯皮（John Birks Dizzy Gillespie，1917年10月21日南卡罗来纳州奇罗 - 1993年1月6日新泽西州恩格尔伍德），美国爵士小号手、乐队领袖、歌手、作曲家。